# نشان کانتق (اتحادیه نویسندگان ارمنستان)
نشان کانتق (اتحادیه نویسندگان ارمنستان) (ارمنی: ՀԳՄ «Կանթեղ» մրցանակ) جایزه‌ای است که از سوی اتحادیه نویسندگان ارمنستان و کلیسای جامع «اچمیازین» به مترجمان اعطا می‌شود.

## برندگان
- آندرانیک خچومیان

## منبع
1. ↑  «گفت و گو با آندرانیک خچومیان؛ ارمنی‌ها با ادبیات کلاسیک فارسی مأنوس هستند».
2. ↑  «نشان برجسته ارمنستان به مترجم ایرانی رسید». آلیک‌آنلاین. ۲۹ مهر ۱۳۹۵. بایگانی‌شده از اصلی در ۲۹ نوامبر ۲۰۲۲.